# Litteris alto
Litteris alto es una encíclica del Papa Pío VIII publicada el 25 de marzo de 1830; es la tercera encíclica del pontífice, y está dirigida al pueblo alemán con el fin de hacer algunos alcances sobre el matrimonio que se lleva a efecto entre fieles católicos y no católicos, o también denominado matrimonio mixto, proclamando al matrimonio entre católicos y protestantes, como un acto que genera peligros espirituales y que viola la ley divina.
Cabe mencionar eso sí, que en algunas publicaciones no existe consenso respecto a si este documento sería una encíclica o una bula, tratándose en varias de ellas con el segundo apelativo, toda vez que se asocia muchas veces con la Bula de Pío VII llamada Vix nova a nobis (1809), y que trata materias similares.